# جوردن شويرتزر
جوردن شويرتزر (بالإنجليزية: Jordan Schweitzer)‏ (19 أبريل 1994 بدالاس في الولايات المتحدة - ) هو لاعب كرة قدم أمريكي في مركز الوسط. لعب مع سياتل ساوندرز.

## وصلات خارجية
- جوردن شويرتزر على موقع قاعدة بيانات كرة القدم.إي يو (الإنجليزية)